# 王水

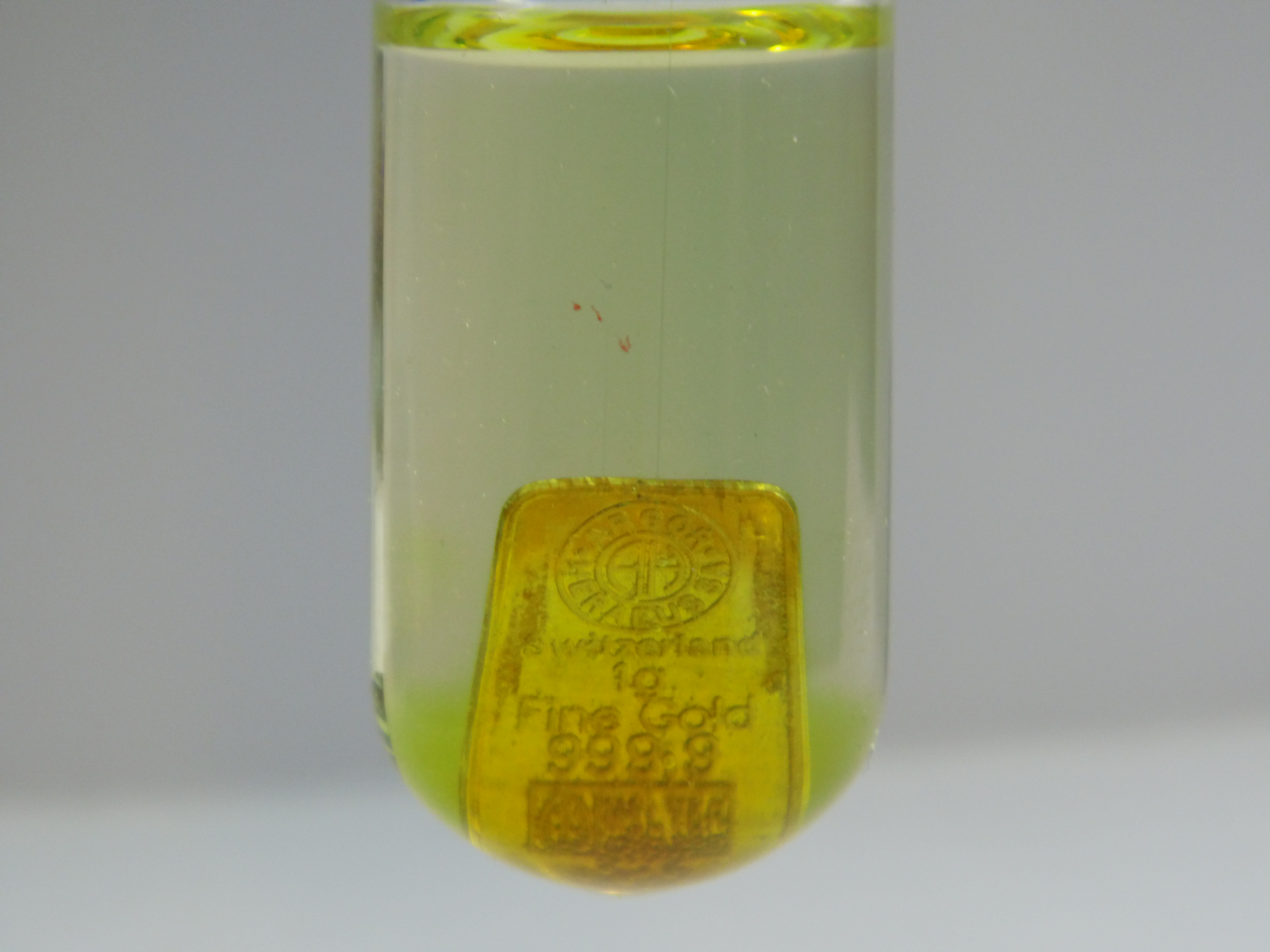
金を溶かしている王水

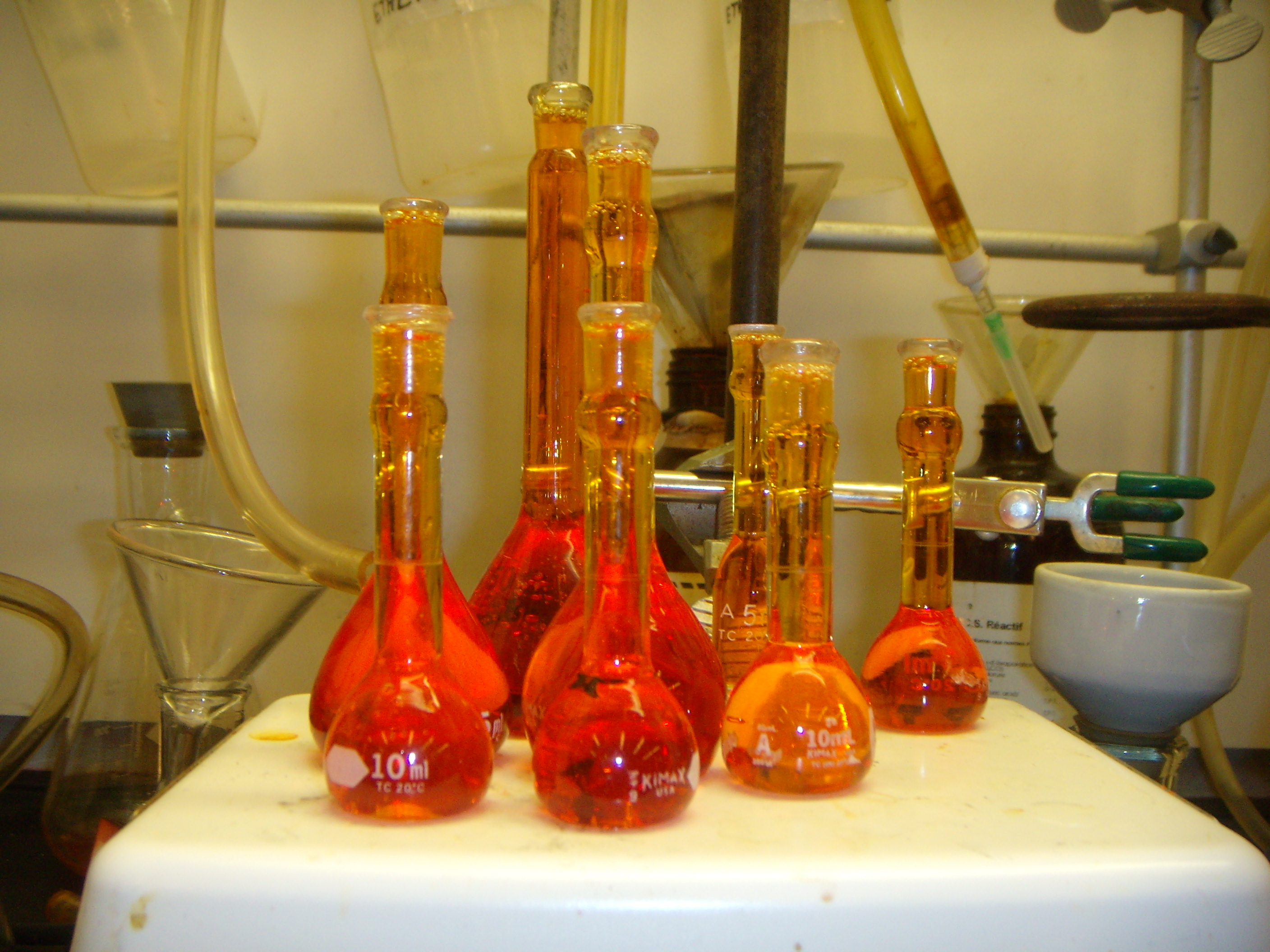
金属塩沈着物を除去するために新たに調製された王水

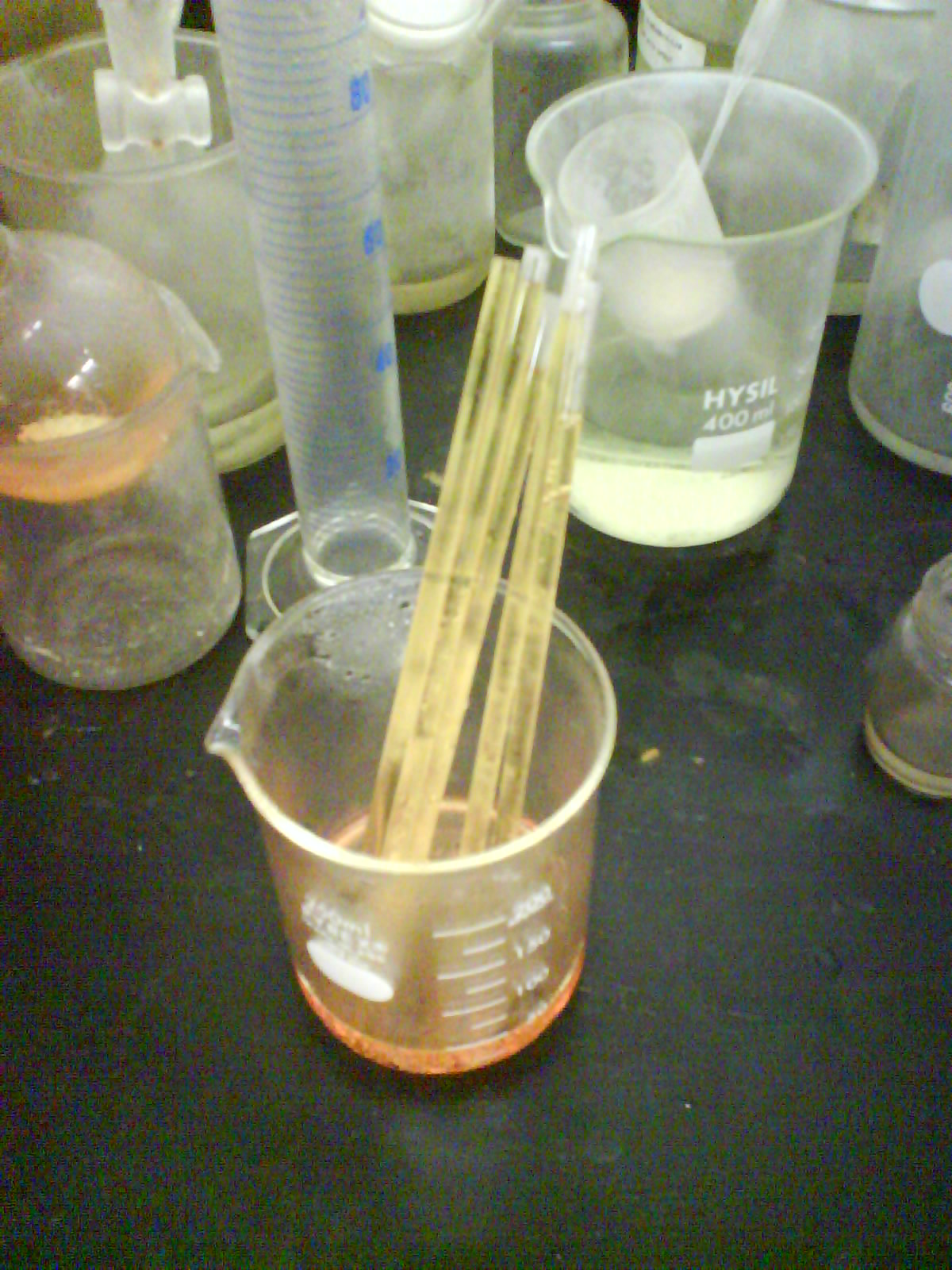
調製してすぐの王水は無色だが、数秒で橙色に変わる。

王水（おうすい、ラテン語および英語: aqua regia、ドイツ語: Königswasser）は、濃塩酸と濃硝酸を3:1のモル比で混合してできる橙赤色の液体である。CAS登録番号は8007-56-5。
全ての金属ではないが、金や白金といった貴金属を始めとして多くの金属を溶解できることから、錬金術師によってこのように命名された。
濃塩酸と濃硝酸を1:3の比で混合したものは「逆王水」と呼称され、分析化学において金属の溶解などに用いる。
塩化アンモニウムと硝酸アンモニウムとを目分量1:3の混合比としたものは「固体王水」と呼称され、粉末試験法において金属酸化物と混合して加熱することにより、ほとんどの金属を塩素化することができる。

## 性質
酸化力が非常に強く、王水との反応で生じた金属化合物はその金属の最高酸化数を示す。また、通常の酸には溶けない金や白金などの貴金属も溶解できる。
ただしタンタル、イリジウムは酸に対しての耐性が極めて高いため、溶解できない（イリジウムは粉末にすればわずかに溶ける）。また、銀もほとんど溶けない（王水と反応してできる塩化銀 (AgCl) が表面に膜を形成し、反応の進行を妨げる）。ルテニウム、ロジウム、オスミウムとは反応するが、反応速度は遅く、徐々に侵される。
腐食性が非常に強いため、人体にとっては極めて有害である。日本では毒物及び劇物取締法により、10 %を超える塩化水素の製剤として劇物となる。

## 利用
王水は、主に最高品質（99.999%）の金の精製法であるウォールウィル法に使われる電解質である塩化金酸の製造に使用される。
また、多くの金属を溶解できることから、分析化学での試料調製・貴金属塩の製造・ガラス器具の精密洗浄などに用いられる。そのほか、電子部品や装飾品の加工くずなどから貴金属を回収する時にも使われる。
成分間の分解を引き起こす反応により、王水はすぐにその効果を失うため、通常は使用直前に調製される。
地域の規制により異なる場合もあるが、王水は十分に中和することで下水に流すことができる。溶存金属による汚染がある場合は、中和された溶液を廃棄するために収集する必要がある。

## 反応式

### 生成と分解
濃硝酸と濃塩酸を混合すると、以下の反応により塩化ニトロシル (NOCl) と塩素と水が生成される。
{\displaystyle {\ce {{HNO3(aq)}+3HCl(aq)->{NOCl(g)}\uparrow +{Cl2(g)}\uparrow +2H2O(l)}}}
王水の成分は揮発性であり、調製してすぐの王水は無色だが、数秒で橙色に変わる。揮発性の成分が全て王水から揮発すると、王水としての性質はなくなる。また、塩化ニトロシルは、一酸化窒素と塩素に分解する可能性がある。
{\displaystyle {\ce {{2NOCl(g)}->{2NO(g)}\uparrow +{Cl2(g)}\uparrow }}}
この解離は平衡制約であり、王水の煙には塩化ニトロシルと塩素のほかに一酸化窒素も含まれている。一酸化窒素は大気中の酸素と容易に反応するため、生成される気体には二酸化窒素 (NO2) も含まれる。
{\displaystyle {\ce {{2NO(g)}+{O2(g)}->{2NO2(g)}\uparrow }}}

### 金の溶解

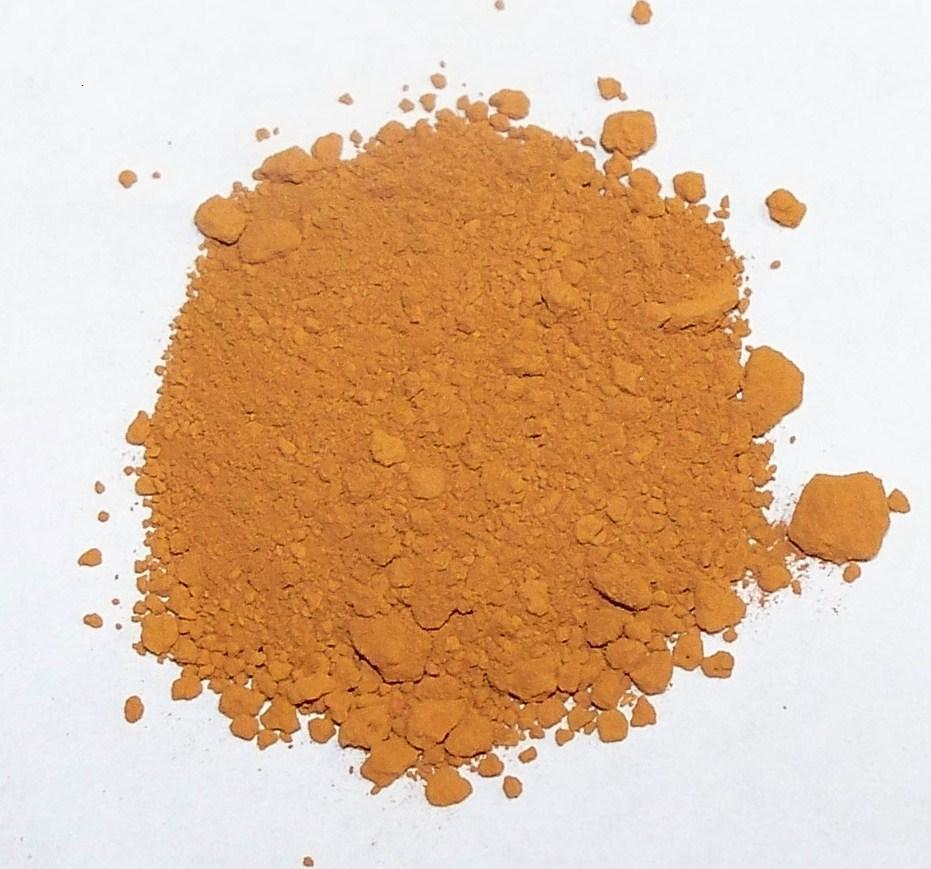
王水による化学精製プロセスによって生成された純金沈殿物

王水は金を溶解するが、王水を構成するどの酸も単独では金を溶解できない。これは、それぞれの酸が異なる役割を実行するためである。
硝酸は強力な酸化剤であり、検出不可能なわずかな量の金を溶解し、金イオン (Au3+) を形成する。塩酸は塩化物イオン (Cl−) を供給する。塩化物イオンは金イオンと反応して、溶液中にテトラクロリド金(III)酸イオンを生成する。塩酸との反応は、塩化金イオン(AuCl−
4)の生成を促進する平衡反応である。これにより、溶液から金イオンが除去され、金のさらなる酸化が起こる。
金は溶解して塩化金酸になる。さらに、金は王水に存在する塩素によって溶解する可能性がある。反応式は次の通りである。
{\displaystyle {\ce {{Au}+{3HNO3}+4HCl<=>{[AuCl_{4}]^{-}}+\ {[3NO2]}+{[H3O]^{+}}+2H2O}}}
または
{\displaystyle {\ce {{Au}+{HNO3}+4HCl<=>{[AuCl_{4}]^{-}}+\ {[NO]}+{[H3O]^{+}}+H2O}}}
王水が金のみを含む場合、残った王水を煮沸し、塩酸で繰り返し加熱して残留硝酸を除去することにより、固体のテトラクロロ金酸を調製できる。ここから金のみを得る場合、二酸化硫黄、ヒドラジン、シュウ酸などで選択的に還元することができる。二酸化硫黄による金の還元の式は次の通りである。
{\displaystyle {\ce {{2AuCl4^{-}(aq)}+{3SO2(g)}+6H2O(l)->{2Au(s)}+{12H+(aq)}+{3SO4^{2-}(aq)}+8Cl^{-}(aq)}}}

### 白金の溶解
白金についても金と同様の反応式を書くことができる。金と同様に、酸化反応は、窒素酸化物として一酸化窒素または二酸化窒素のいずれかを用いて記述できる。
{\displaystyle {\ce {{Pt(s)}+{4NO3^{-}(aq)}+8H+(aq)->{Pt^{4+}(aq)}+{4NO2(g)}+4H2O(l)}}}
{\displaystyle {\ce {{3Pt(s)}+{4NO3^{-}(aq)}+16H+(aq)->{3Pt^{4+}(aq)}+{4NO(g)}+8H2O(l)}}}
酸化された白金イオンは、塩化物イオンと反応して、塩化白金酸イオンになる。
{\displaystyle {\ce {{Pt^{4}+(aq)}+{6Cl^{-}(aq)}->PtCl6^{2-}(aq)}}}
しかし実際には白金と王水との反応はより複雑であることが実験的な証拠から判明している。最初の反応では、テトラクロリド白金(II)酸 (H2PtCl4) と塩化ニトロソ白金 ((NO)2PtCl4) の混合物が生成される。塩化ニトロソ白金は固体生成物である。白金を完全に溶解したい場合は、濃塩酸で残留固形物を繰り返し抽出する必要がある。
{\displaystyle {\ce {2Pt(s) + 2HNO3(aq) + 8HCl(aq) -> (NO)2PtCl4(s) + H2PtCl4(aq) + 4H2O(l)}}}
and
{\displaystyle {\ce {(NO)2PtCl4(s) + 2HCl(aq) <=> H2PtCl4(aq) + 2NOCl(g)}}}
加熱中に溶液を塩素で飽和させることにより、テトラクロリド白金(II)酸をヘキサクロリド白金(IV)酸に酸化できる。
{\displaystyle {\ce {H2PtCl4(aq) + Cl2(g) -> H2PtCl6(aq)}}}
最も密度の高い金属であるイリジウムとオスミウムは、白金の固体と目されていたものを王水で溶解することで発見された。どちらも白金鉱石中に含まれていて、王水では溶解せずに容器の底に残る。

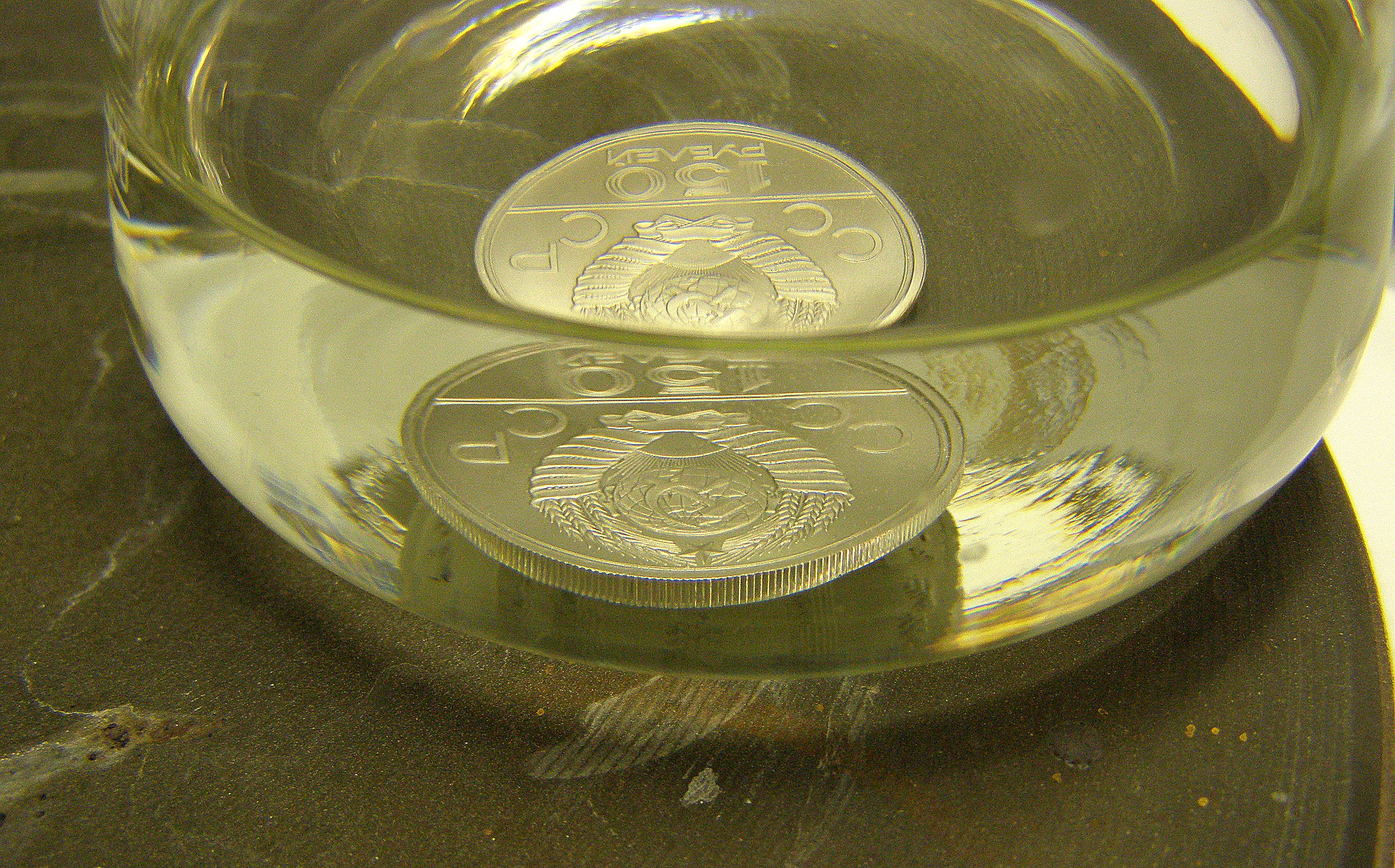
王水で旧ソ連の白金製硬貨を溶解させている様子
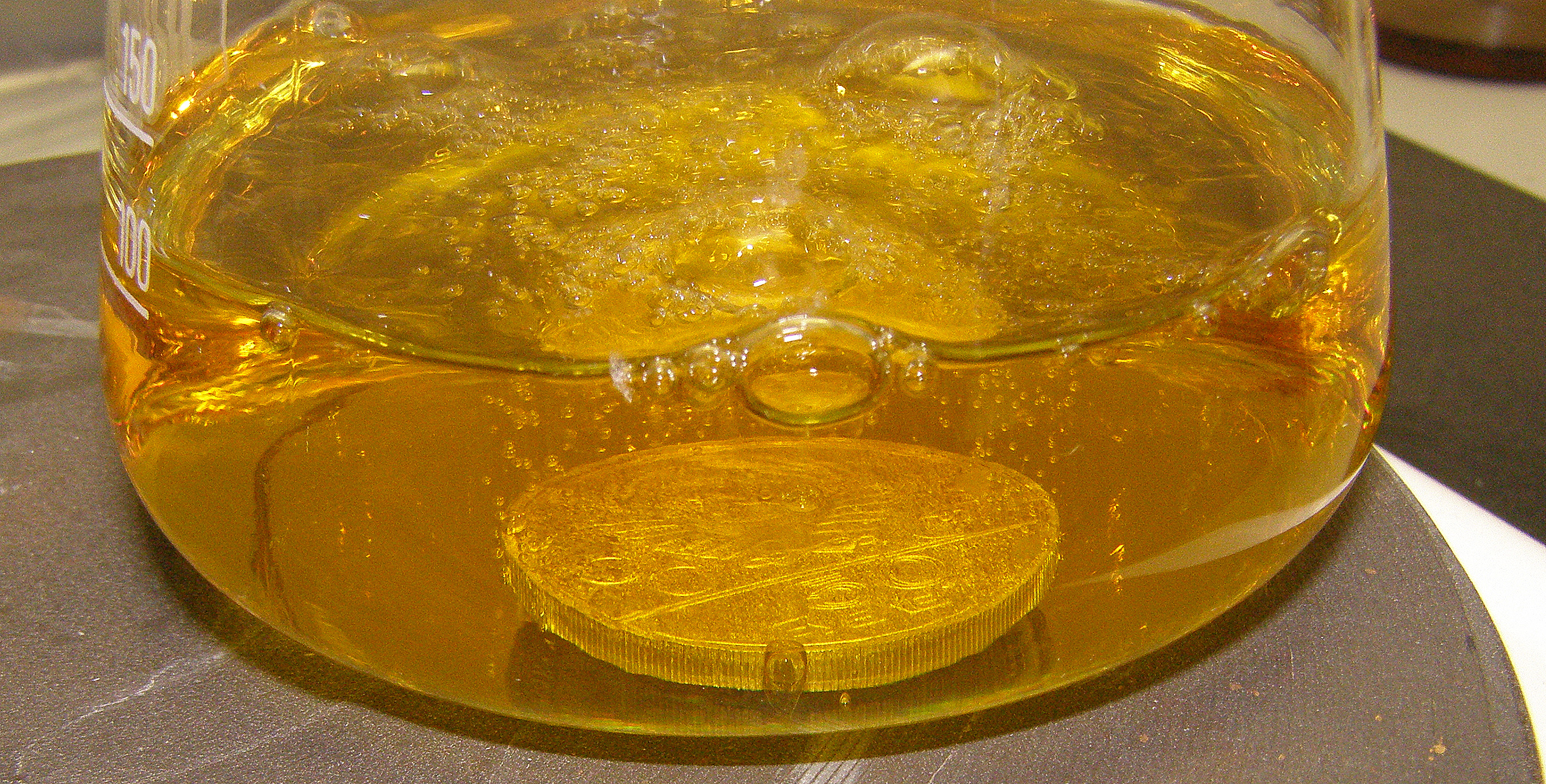
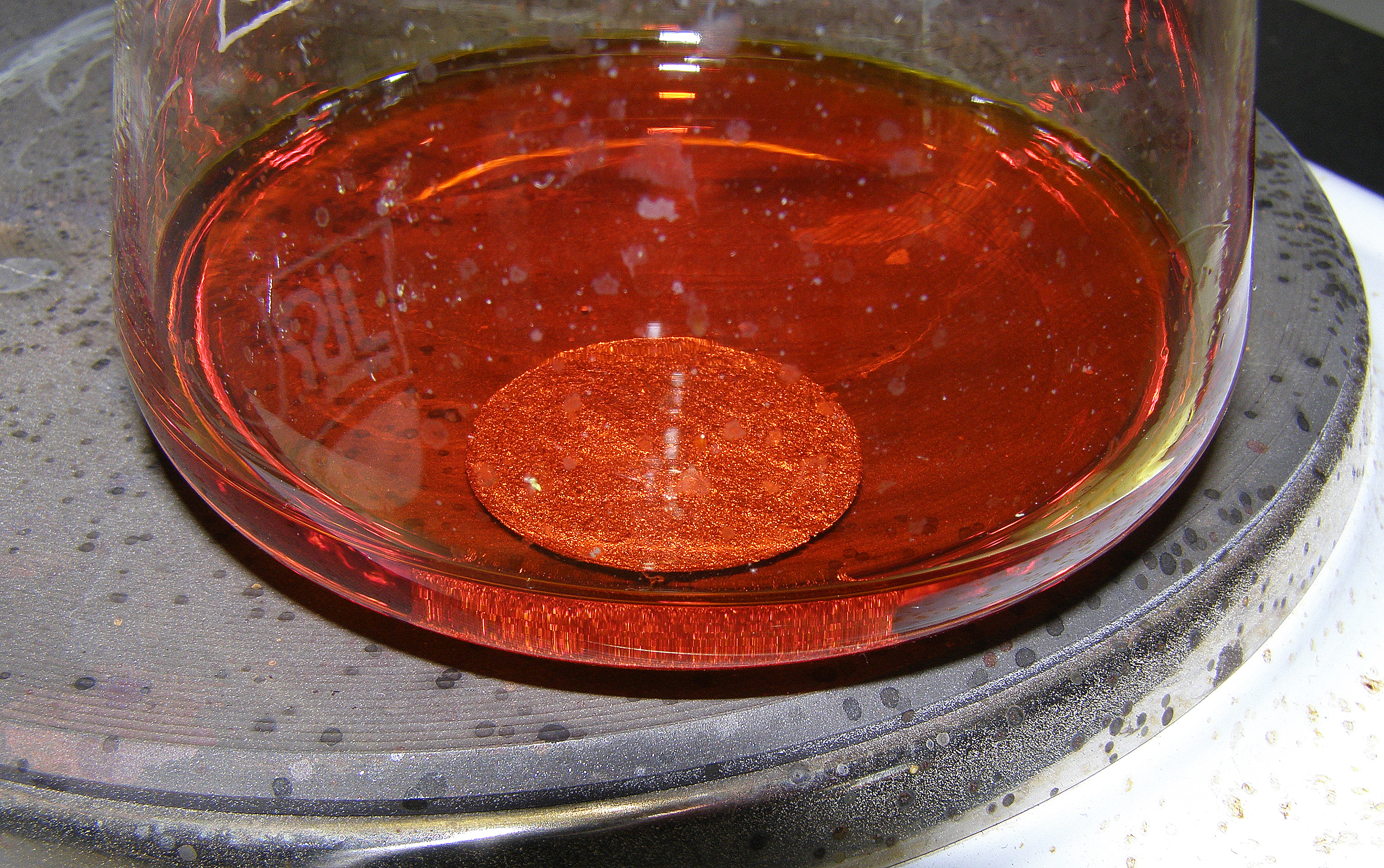
4日後

### 溶解した白金の沈殿
白金族元素を王水に溶解した後、塩化鉄(II)での処理により白金族元素が沈殿する。ろ液中の白金（ヘキサクロリド白金(IV)酸）に塩化アンモニウムを加えることで、ヘキサクロリド白金(IV)酸アンモニウムが生成される。このアンモニウム塩は非常に不溶性であるため、濾過することができ、強力な加熱により金属の白金にすることができる。
{\displaystyle {\ce {3(NH4)2PtCl6 -> 3Pt + 2N2 + 2NH4Cl + 16HCl}}}
未沈殿のヘキサクロリド白金(IV)酸塩は亜鉛で還元できる。この方法は、実験室残留物からの白金の小規模回収に適している。

### スズとの反応
王水はスズと反応して、塩化スズ(IV)を生成する。
{\displaystyle {\ce {4HCl + 2HNO3 + Sn -> SnCl4 + NO2 + NO + 3H2O}}}

### その他の物質との反応
王水は黄鉄鉱と反応して窒素酸化物を生成する。
{\displaystyle {\ce {FeS2 + 5HNO3 + 3HCl -> FeCl3 + 2H2SO4 + 5NO + 2H2O}}}

## 歴史

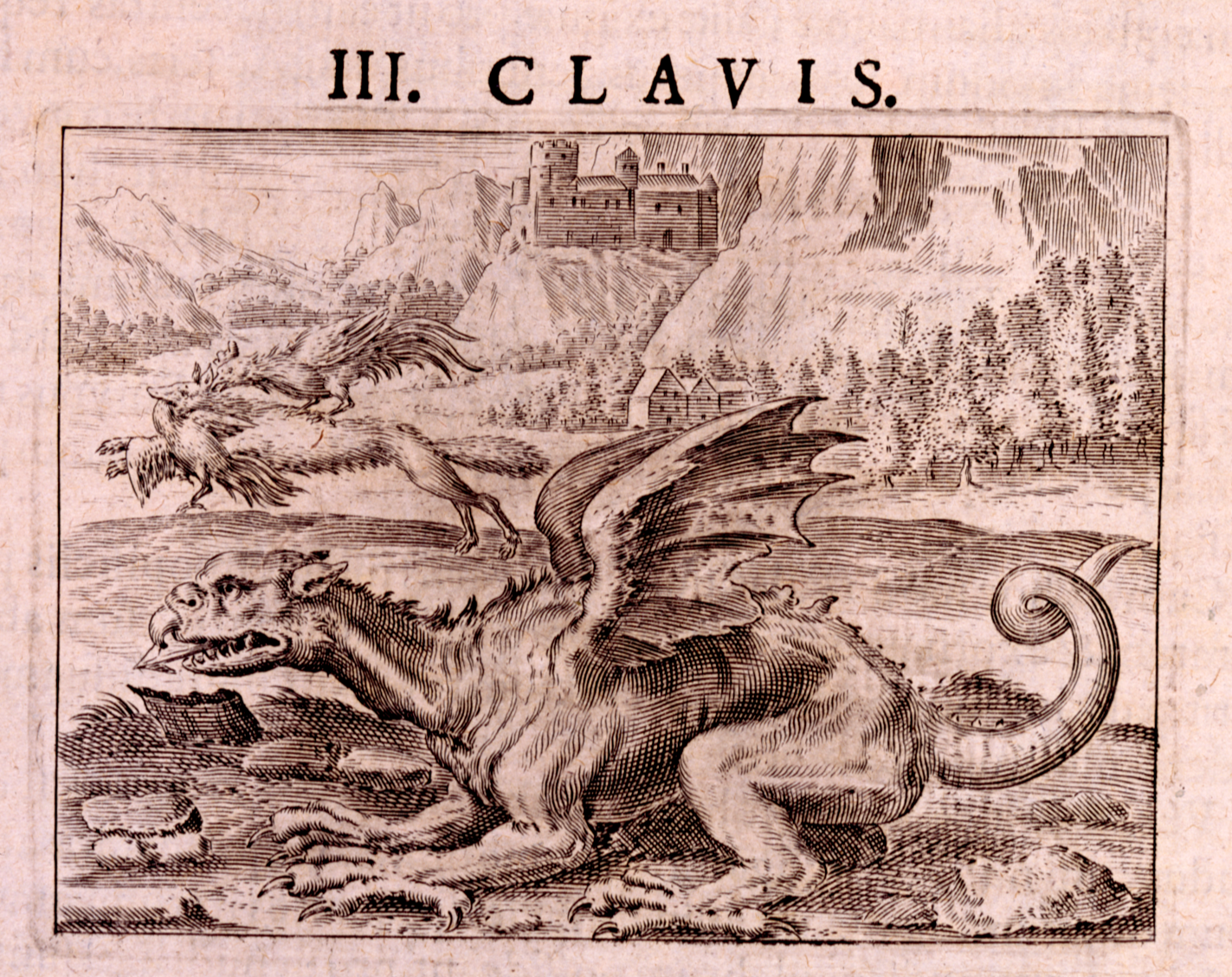
バシリウス・ヴァレンティヌスの第3の鍵に描かれる狐は王水を象徴する。（Musaeum Hermeticum, 1678年）

王水は、西暦800年ごろのアラブにおいて、ムスリム科学者であったアブー・ムーサー・ジャービル・イブン・ハイヤーンによって発見された液体。アル・ラーズィー（854年 - 925年）などのイスラムの錬金術師によって最初に言及された。その後、13世紀ごろの偽ゲベルによって言及された。
16世紀頃のバシリウス・ヴァレンティヌスによる『バシリウス・ヴァレンティヌスの12の鍵』の第3の鍵には、手前にドラゴンが、後ろに雄鶏を食べる狐が描かれている。雄鶏は金を象徴し（日の出との関係と太陽と金の関係から）、狐は王水を表す。雄鶏を食べる狐に別の雄鶏が食いついているのは、金の精製のために溶解・加熱・再溶解を繰り返すことを表す。その後、金は塩化金の形で結晶化するが、その赤い結晶はドラゴンの血と呼ばれており、これが手前のドラゴンで表されている。この反応が化学文献で再び報告されたのは1890年である。
1789年、アントワーヌ・ラヴォアジェがこの物質を"aqua regia"（王の水）と名付けた。日本語の「王水」はこの直訳である。
第二次世界大戦でドイツがデンマークに侵攻したとき、ハンガリーの化学者ゲオルク・ド・ヘヴェシーは、マックス・フォン・ラウエとジェイムス・フランクから預かっていたノーベル物理学賞の金製のメダルを、ドイツ軍に奪われるのを防ぐために王水で溶かした。ドイツ政府は、1935年に投獄された平和活動家カール・フォン・オシエツキーがノーベル平和賞を受賞した後、ドイツ人がノーベル賞を受賞することを禁止していた。ヘヴェシーは、金メダルを溶かした王水を入れた容器をニールス・ボーア研究所の棚にしまったが、ナチスには気づかれなかった。戦後、ヘヴェシーは王水から金を復元した。金はスウェーデン王立科学アカデミーとノーベル財団に返還され、金メダルが作り直されて、ラウエとフランクに再び贈られた。